# هيئة الإصلاح الفيدرالية في أتلانتا
مؤسسة الإصلاح الفيدرالية في أتلانتا (بالإنجليزية: FCI Atlanta)‏ هي سجن فيدرالي منخفض الأمن مخصص للرجال، يقع في أتلانتا، جورجيا، في الولايات المتحدة الأمريكية. يتبع السجن مكتب السجون الفيدرالي، وهو قسم تابع لوزارة العدل الأمريكية. يضم المرفق أيضًا معسكرًا للسجن مخصصًا للرجال ذوي الحد الأدنى من مستوى الأمان، بالإضافة إلى مركز احتجاز للموقوفين الذين ينتظرون المحاكمة (وقد يُستخدم أيضًا للسجناء الذين يقضون فترات قصيرة). علاوة على ذلك، يحتوي السجن على وحدات احتجاز ذات مستوى أمان عالٍ أو أقصى أمان، وغالبًا ما تكون مخصصة للسجناء القادمين من سجون ذات مستوى أمان أعلى، أو السجناء الخطيرين الذين يقضون فترات قصيرة، أو حتى للسجناء داخل السجن الذين يعانون من مشكلات سلوكية.

## التاريخ

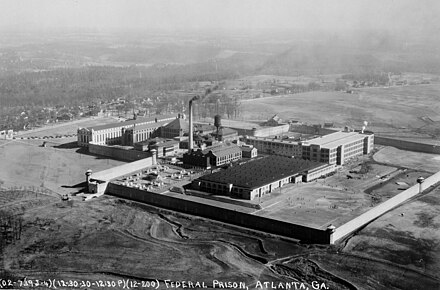
السجن عام 1939

في عام 1899، وافق الرئيس ويليام ماكينلي على بناء سجن فيدرالي جديد في أتلانتا، جورجيا.
دافع عضو الكونغرس الجورجي ليونيداس ليفينغستون عن فكرة بناء السجن في أتلانتا. وفي 18 أبريل 1899، زار المهندس المعماري ويليام إس. إيمز من سانت لويس، ميزوري، والمدعي العام الأمريكي جون دبليو غريغز، مدينة أتلانتا لاختيار الموقع المناسب لإنشاء السجن.
اكتمل البناء في يناير 1902، وتم افتتاح سجن أتلانتا الفيدرالي ببدء نقل ستة سجناء من سجن سينغ سينغ في ولاية نيويورك. كان هؤلاء السجناء من المستفيدين من قانون السجون الثلاثة الصادر عام 1891، الذي أنشأ سجونًا في ليفنوورث بكانساس، وأتلانتا بجورجيا، وجزيرة ماكنيل بواشنطن. ولا يزال السجنان الأول والثاني يعملان حتى اليوم، بينما تم إغلاق الثالث في عام 1976. في ذلك الوقت، كان سجن أتلانتا يُعدّ أكبر سجن فيدرالي بسعة تصل إلى 3000 سجين. وكانت ملفات السجناء تحتوي على تفاصيل شاملة عن حياتهم، بما في ذلك معلومات عن علاجهم الطبي وزياراتهم ورسائلهم.
تم تصميم المبنى الرئيسي للسجن من قبل شركة الهندسة المعمارية "إيمز ويونغ" التي يقع مقرها في سانت لويس، وهي نفس الشركة التي صممت المبنى الرئيس في سجن ليفنوورث. امتد السجن على مساحة 300 فدان (حوالي 1.2 كم²) بسعة 1200 سجين. لاحقًا، أُعيد تسمية السجن إلى "سجن الولايات المتحدة في أتلانتا" بعد إنشاء الحكومة الأمريكية لمكتب السجون الفيدرالي في عام 1930.
في ثمانينيات القرن الماضي، استُخدم السجن كمركز احتجاز للاجئين الكوبيين الذين وصلوا خلال موجة الهجرة عبر قوارب ماريل ولم يكونوا مؤهلين للإفراج عنهم داخل المجتمع الأمريكي.
في السابق، كان هذا السجن واحدًا من عدة منشآت، مثل مركز النقل الفيدرالي في أوكلاهوما سيتي، التي كانت تُستخدم لاحتجاز السجناء أثناء نقلهم بين السجون.

## حوادث بارزة

### شغب عام 1987
في نوفمبر 1987، نظم المعتقلون الكوبيون، الذين ضاقوا ذرعًا بالاحتجاز غير المحدود وكانوا في حالة خوف دائم من الترحيل إلى كوبا، أعمال شغب استمرت لمدة 11 يومًا. كانت هذه الأحداث دموية للغاية، حيث احتجز المعتقلون عشرات الرهائن وأضرموا النيران في السجن. قُتل على الأقل سجين واحد. وذكرت المستشفيات المحلية أنها استقبلت 8 كوبيين مصابين بطلقات نارية، بالإضافة إلى إصابة اثنين من حراس السجن بجروح طفيفة.